# Gewerkenbeschluß
Ein Gewerkenbeschluß, auch Gewerken-Beschluss oder Gewerkschaftsbeschluß genannt, ist ein Beschluss der Anteilseigner einer Gewerkschaft über Angelegenheiten der jeweiligen Zeche. Gewerkenbeschlüße wurden in der Regel auf der Gewerkenversammlung gefasst.

## Grundlagen
Das Gewerkschaftsrecht, welches die Rechtsverhältnisse der Eigentümer eines Bergwerks regelt, ist im Laufe der Jahre entstanden und unterlag oftmals Anpassungen an die wirtschaftliche Lage. Die Willensäußerung der juristischen Personen einer Gewerkschaft erfolgt hierbei durch die Gewerkenbeschlüße. Diese Beschlüsse sind an bestimmte rechtliche Formalitäten gebunden. Da die Gewerkschaft nicht über die Rechte Dritter verfügen kann, gelten die Gewerkenbeschlüße nur verbindlich für die jeweiligen Anteilseigner der Gewerkschaft. Gewerkenbeschlüße sind erforderlich, wenn es um Angelegenheiten geht, die das jeweilige Bergwerk betreffen wie z. B. Belastung oder Verpachtung des Bergwerks. Aber auch über Zuschüsse, die der Förderung der religiösen und kulturellen Einrichtungen oder der Förderung des Gesundheitswesens der Bergleute des eigenen Bergwerks dienen, waren Gewerkenbeschlüße erforderlich. Beschlüsse werden nicht mit der Mehrheit der anwesenden Personen gefasst, sondern mit der Mehrheit der Kuxe einer Gewerkschaft.

## Formalitäten
Damit die Gewerkenbeschlüße auch eine rechtliche Gültigkeit haben, müssen hierfür bestimmte Formalitäten beachtet werden. Eines der wichtigsten Kriterien ist es, dass die Gewerkenversammlung auch beschlussfähig ist. Die Beschlussfähigkeit ist dann gegeben, wenn alle im Gewerkenbuch eingetragenen Gewerken anwesend sind. Hierbei gilt, dass eine Berufung der Gewerkenversammlung rechtzeitig für die Versammlung erfolgt sein muss. Für die Beschlussfähigkeit reicht es in der Regel aus, wenn die Einladung zur Gewerkenversammlung fristgerecht und formell richtig erfolgt ist. War die Beschlussfähigkeit für einen Beschluss nicht gegeben, so mussten sämtliche Gewerken zu einer zweiten Versammlung eingeladen werden. Ein Beschluss kann in der Regel nicht durch Briefwechsel oder Zirkulare erfolgen. Allerdings kann der Beschluss jedoch auch durch Briefwechsel oder durch eine schriftliche Umfrage ersetzt werden. Entscheidend ist hierbei, dass eine einstimmige Erklärung aller Gewerken erfolgen muss.

## Beschlussfassung
Die Beschlussfassung der Gewerkenversammlung kann, je nach zu verhandelndem Gegenstand, durch unterschiedliche Mehrheiten oder einstimmig erfolgen. In der Regel sind für die Beschlüsse die einfache Mehrheit der Kuxe erforderlich. Es gibt aber auch Verhandlungsgegenstände, für die eine 3/4 Mehrheit der Kuxe erforderlich ist. Die Stimmenmehrheit von 3/4 aller Kuxe ist erforderlich bei Beschlüssen über Verfügungen über den Gegenstand von Verleihungen, die Belastung des Bergwerks hierbei insbesondere über Verkauf, Tausch und Verpfändung sowie über sonstige dingliche Belastung oder Verpachtung des Bergwerks. Ebenfalls ist die 3/4 Stimmenmehrheit der Kuxe erforderlich, wenn die Gewerkschaft in eine andere Gesellschaftsform umgewandelt werden soll. Beschlüsse, bei denen es um Verfügungen über das verliehene Bergwerkseigentum durch Verzicht oder Schenkungen handelt, müssen einstimmig gefasst werden.

## Anfechtung der Beschlüsse
Die Beschlüsse konnten mit der Begründung, dass der Beschluss nicht zum Besten der Gewerkschaft gereiche, gerichtlich angefochten werden. Hierfür galt eine maximale Frist von vier Wochen vom Ablauf des Tages, an dem der Beschluss gefasst wurde. Die Beschlüsse konnten entweder durch die Minorität der Kuxe oder sogar von einem einzelnen Gewerken angefochten werden. Es konnten sogar die Gewerken, die dem Beschluss zugestimmt hatten, gegen den Beschluss klagen. Die Beweislast, dass ein Beschluss nicht zum Besten gereichen würde, lag in erster Linie beim Kläger. Jedoch musste auch die Gewerkschaft dem Gericht glaubhaft machen, dass der Beschluss zum Besten der Gewerkschaft gereichen würde. Nach dem alten Bergrecht waren für Rechtsstreitigkeiten, die sich aus dem Bergbau ergaben, die jeweiligen Berggerichte zuständig. Im Laufe der Jahre verlagerte sich die Zuständigkeit zu den zivilen Gerichten. Hatte eine Gewerkschaft ein Statut erlassen und war in diesem für Rechtsstreitigkeiten ein Schiedsgericht vorgesehen, so musste die Anfechtung vor dem Schiedsgericht erfolgen. Wenn ein Beschluss vor Gericht aufgehoben wurde, so verlor er jedoch erst mit Beginn der Rechtskraft der richterlichen Entscheidung seine rechtliche Wirksamkeit.